# Мессье (лунный кратер)
Кратер Мессье (лат. Messier) — маленький ударный кратер в северо-восточной части Моря Изобилия на видимой стороне Луны. Название присвоено в честь французского астронома Шарля Мессье (1730—1817) и утверждено Международным астрономическим союзом в 1935 г. Образование кратера относится к коперниковскому периоду.

## Описание кратера

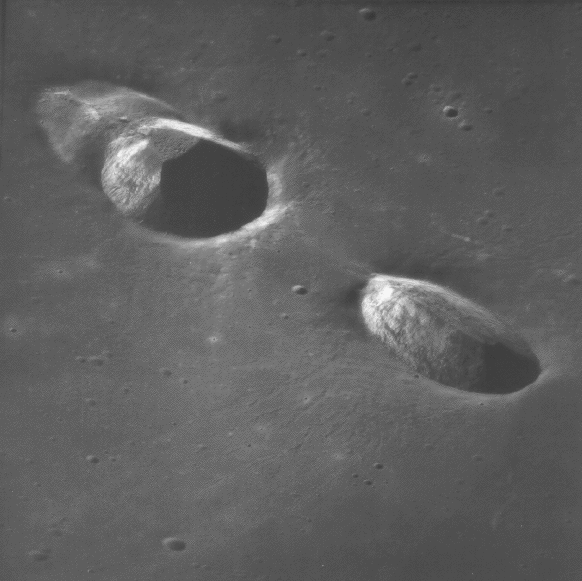
Кратер Мессье (слева) и сателлитный кратер Мессье А. Снимок с борта Аполлона-11.

Ближайшими соседями кратера являются кратер Секки на северо-западе; кратер Анвиль на севере; кратер Ибн Батута на юге-юго-западе; кратер Амонтон на юге и кратер Лаббок на западе-юго-западе. На западе-северо-западе от кратера Мессье находится борозда Мессье; на северо-западе горы Секки и, за ними, Море Спокойствия; на севере гряды Като; на востоке гряды Гейке . Селенографические координаты центра кратера 39°19′ с. ш. 60°04′ в. д. / 39,31° с. ш. 60,06° в. д., диаметр 122,4 км, глубина 2070 м.
Кратер Мессье имеет эллиптическую форму ориентированную в востока на запад. Далее в западном направлении находится сдвоенный сателлитный кратер Мессье А от которого в западном направлении отходят два светлых луча длиной свыше 100 км. Перпендикулярно этим лучам от кратера Мессье отходят светлые лучи в форме крыльев бабочки. Считается что кратер Мессье образован импактом под очень низким углом, часть метеорита после отскока сформировала сателлитный кратер Мессье А. Этим же объясняется асимметричный характер системы лучей. Чаша кратера Мессье пересечена двумя темными полосами.
Кратер Мессье включен в список кратеров с темными радиальными полосами на внутреннем склоне Ассоциации лунной и планетарной астрономии (ALPO) и в список кратеров с яркой системой лучей Ассоциации лунной и планетарной астрономии (ALPO).

## Кратковременные лунные явления
В кратере Мессье и в сателлитном кратере Мессье А наблюдались кратковременные лунные явления (КЛЯ) в виде помутнения.

## Сателлитные кратеры
| Мессье | Координаты                                          | Диаметр, км |
| ------ | --------------------------------------------------- | ----------- |
| A      | 2°02′ ю. ш. 46°56′ в. д. / 2,03° ю. ш. 46,94° в. д. | 11,0        |
| B      | 0°54′ ю. ш. 48°04′ в. д. / 0,9° ю. ш. 48,06° в. д.  | 6,9         |
| D      | 3°35′ ю. ш. 46°19′ в. д. / 3,59° ю. ш. 46,32° в. д. | 7,8         |
| E      | 3°21′ ю. ш. 45°26′ в. д. / 3,35° ю. ш. 45,43° в. д. | 5,0         |
| J      | 1°36′ ю. ш. 52°10′ в. д. / 1,6° ю. ш. 52,16° в. д.  | 3,7         |
| L      | 1°16′ ю. ш. 51°52′ в. д. / 1,26° ю. ш. 51,87° в. д. | 5,4         |

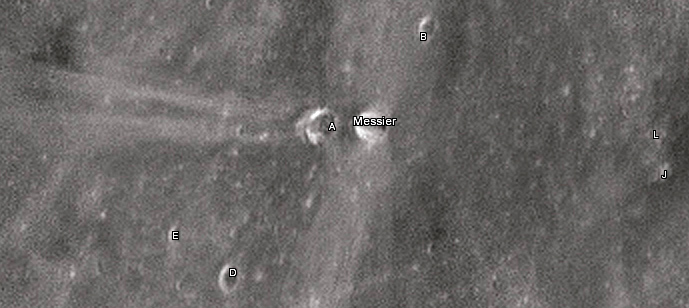
Снимок Девида Кемпбелла.

- Сателлитный кратер Мессье G в 1976 г. переименован Международным астрономическим союзом в кратер Линдберг.

- Кратер Мессье и сателлитные кратеры Мессье A, D, G относятся к числу кратеров, в которых зарегистрированы температурные аномалии во время затмений. Объясняется это тем, что подобные кратеры имеют небольшой возраст и скалы не успели покрыться реголитом, оказывающим термоизолирующее действие.

## Галерея

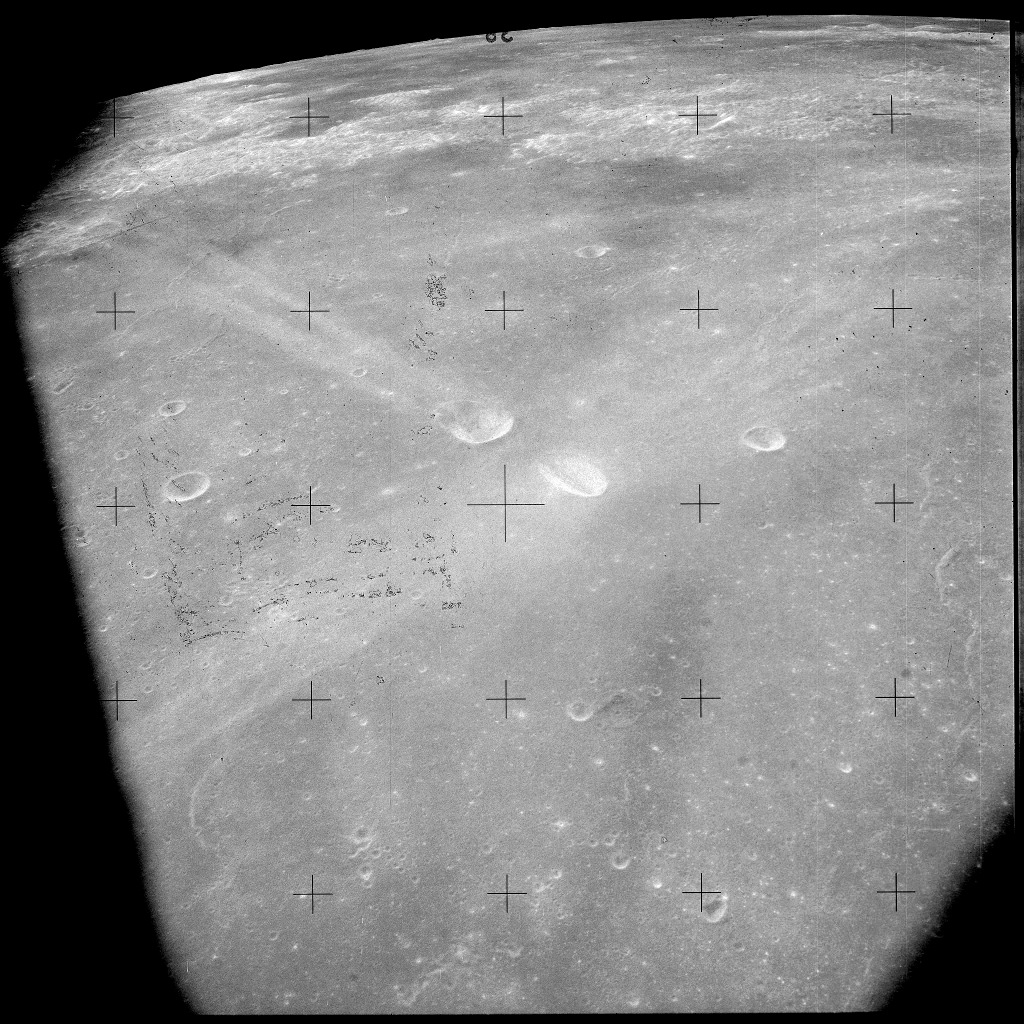
Снимок с борта Аполлона-15.
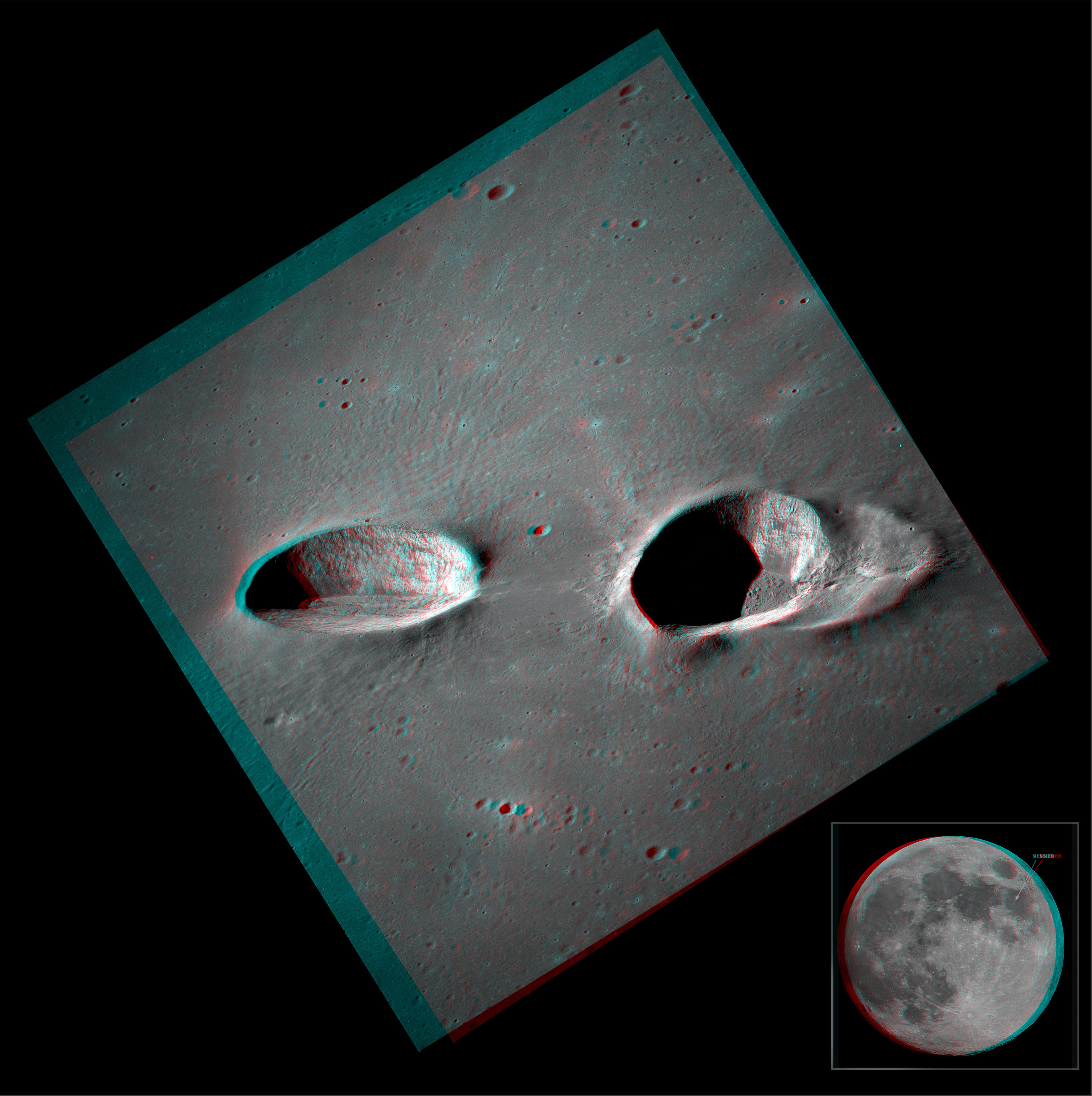
Стереоскопический снимок кратеров Мессье и Мессье А.

## См.также
- Список кратеров на Луне
- Лунный кратер
- Морфологический каталог кратеров Луны
- Планетная номенклатура
- Селенография
- Минералогия Луны
- Геология Луны
- Поздняя тяжёлая бомбардировка